# Pterostylis picta
Pterostylis picta är en orkidéart som beskrevs av Mark Alwin Clements. Pterostylis picta ingår i släktet Pterostylis och familjen orkidéer. Inga underarter finns listade i Catalogue of Life.